# Døden kommer til middag
Døden kommer til middag er en dansk film fra 1964, skrevet og instrueret af Erik Balling, baseret på Peter Sanders (Bengt Janus') kriminalroman af samme navn.

## Medvirkende
- Poul Reichhardt
- Helle Virkner
- Birgitte Federspiel
- Morten Grunwald
- Karl Stegger
- Pouel Kern
- Gunnar Lauring
- Gunnar Strømvad
- Ebba Amfeldt
- Kai Holm
- Johannes Meyer